# Wolfgang Frombold
Wolfgang Frombold (* 11. Januar 1959 in Neuhofen) ist ein ehemaliger deutscher Leichtathlet, der auf den  Mittelstrecken aktiv war.
Er nahm 1977 an den Junioreneuropameisterschaften in Donezk teil. Über 800 Meter schied Frombold im Vorlauf aus, mit der deutschen 4-mal-400-Meter-Staffel jedoch kam er im Finale auf Platz fünf. 1979 wurde er Deutscher Juniorenmeister über 800 Meter. Im selben Jahr wurde er im Erwachsenenbereich mit der Ludwigshafener 4-mal-800-Meter-Staffel (Hans Giesa, Günther Lenske, Andreas Baranski, Wolfgang Frombold) in 7:28,1 Minuten Deutscher Meister. Im Jahr darauf konnte er seinen Deutschen Juniorentitel verteidigen. In der Halle gewann Frombold 1982 den Deutschen Meistertitel mit der 3-mal-1000-Meter-Staffel (Ralf Eckert, Wolfgang Frombold, Andreas Baranski) in 7:08,02 Minuten.
Frombold startete für den VfL Neuhofen, die LAV Rala Ludwigshafen und die MTG Mannheim.

## Persönliche Bestleistungen
- 800 Meter: 1:47,77 Minuten, 1981
- 1000 Meter: 2:18,22 Minuten, 20. Juli 1984 in München
- 1500 Meter: 3:42,26 Minuten, 24. Juni 1983 in Bremen
- 3000 Meter: 8:24,0 Minuten, 24. April in Ludwigshafen